# Crotone
Crotone (w starożytności Kroton albo Crotone) – miasto i gmina we Włoszech, w regionie Kalabria, w prowincji Crotone (siedziba prowincji i szóste największe miasto w tym regionie).
Leży nad Morzem Jońskim, na obszarze starożytnej Wielkiej Grecji.
W 2009 roku gminę zamieszkiwało 61 371 osób (337 os./km²).

## Historia
Założone zostało około 710 r. p.n.e., jako kolonia achajska.
Około 530 r. p.n.e. – po ucieczce z Samos – założył tu swoją szkołę Pitagoras, którego uczniowie – następnie, przez jakiś czas – rządzili miastem. Pochodził stąd również słynny grecki atleta Milon.
W tym czasie rywalizowało z miastem Sybaris, które ostatecznie zostało pokonane i doszczętnie zburzone przez krotończyków w wyniku wojny zakończonej około 510 r. p.n.e. (po stronie krotończyków walczyło ponoć 100 tys. ludzi, prowadzonych przez Milona).
W 480 r. p.n.e. wspierało Greków walczących w bitwie pod Salaminą. Niedługo potem jednak samo zostało pokonane przez miasta Locri i Rhegion, ostatecznie tracąc na znaczeniu na korzyść Heraklei (Heraclea Lucania).
Jakkolwiek podczas wyprawy Pyrrusa do Italii wciąż było dużym miastem, to już po klęsce Pyrrusa liczba ludności spadła o połowę. Następnie wpadło w ręce Bruttów (w rękach krotończyków pozostała jedynie cytadela). W czasie wojen punickich stało się twierdzą Hannibala, a w 193 r. p.n.e. – kolonią rzymską.